# Wereldkampioenschappen synchroonzwemmen 2022 – Gemengd duet vrije routine
De vrije routine voor gemengde duetten tijdens de wereldkampioenschappen synchroonzwemmen 2022 vond plaats op 24 en 25 juni 2022 in het Tamás Széchy Swimming Complex in Boedapest.

## Uitslag
| Rang   | Land             | Naam                                     | Voorronde | Voorronde | Finale  | Finale |
| Rang   | Land             | Naam                                     | Punten    | Rang      | Punten  | Rang   |
| ------ | ---------------- | ---------------------------------------- | --------- | --------- | ------- | ------ |
| Goud   | Italië           | Giorgio Minisini Lucrezia Ruggiero       | 90.5000   | 1         | 90.9667 | 1      |
| Zilver | Japan            | Tomoka Sato Yotaro Sato                  | 88.9000   | 2         | 89.7333 | 2      |
| Brons  | China            | Shi Haoyu Zhang Yiyao                    | 87.8333   | 3         | 88.4000 | 3      |
| 4      | Spanje           | Emma García Pau Ribes                    | 86.1667   | 4         | 87.1333 | 4      |
| 5      | Verenigde Staten | Claudia Coletti Kenneth Gaudet           | 83.6000   | 5         | 85.2000 | 5      |
| 6      | Colombia         | Jennifer Cerquera Gustavo Sánchez        | 81.4667   | 6         | 83.0667 | 6      |
| 7      | Kazachstan       | Edoeard Kim Zjaklin Jakimova             | 80.3000   | 7         | 82.3000 | 7      |
| 8      | Brazilië         | Fabiano Ferreira Gabriela Regly          | 77.2333   | 8         | 78.7667 | 8      |
| 9      | Slowakije        | Jozef Solymosy Silvia Solymosyová        | 73.8333   | 9         | 75.1000 | 9      |
| 10     | Thailand         | Kantinan Adisaisiributr Voranan Toomchay | 67.4333   | 10        | 68.1333 | 10     |
| 11     | Puerto Rico      | Javier Ruisanchez Nicolle Torrens        | 66.4000   | 11        | 65.7000 | 11     |
| 12     | Cuba             | Andy Avila Carelys Valdes                | 64.5333   | 12        | 64.6333 | 12     |
| 13     | Zuid-Afrika      | Laura Strugnell Ayrton Sweeney           | 63.6000   | 13        |         |        |